# Geithus
Geithus är en ort i Modums kommun i Buskerud fylke i södra Norge. Orten ligger vid Bergenbanan (Randsfjordbanan) och Drammenselva, där riksväg 350 möter fylkesväg 2834. Bebyggelsen utgör en del av den sammanväxta tätorten Åmot/Geithus.

## Bilder

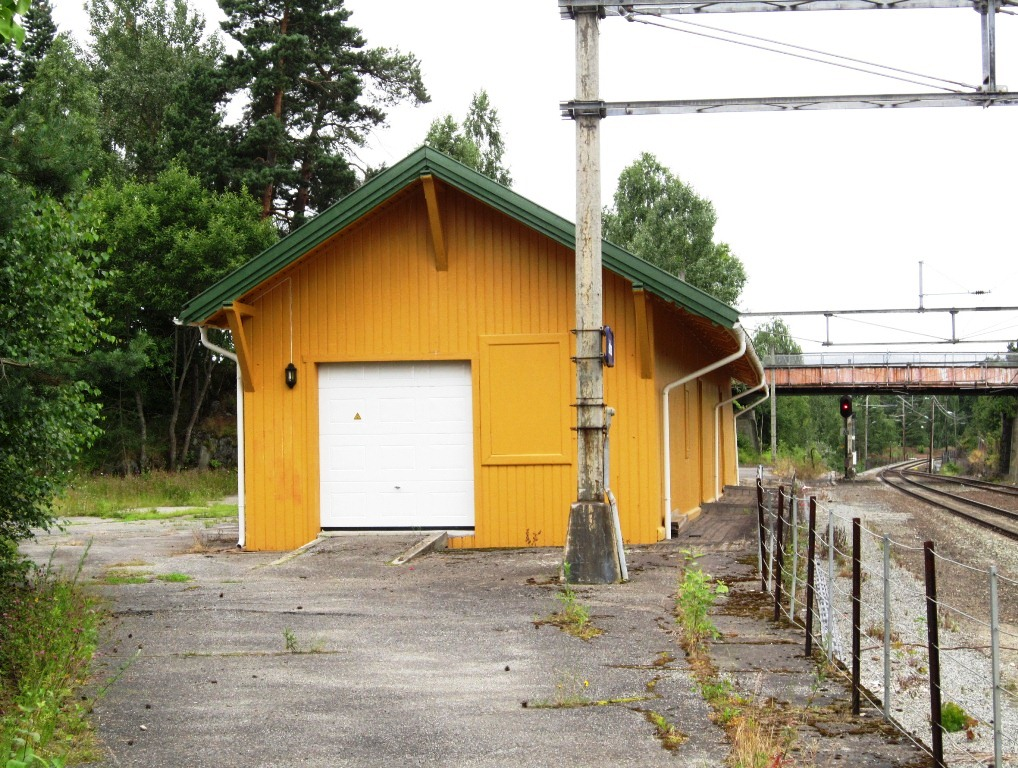
Geithus station.
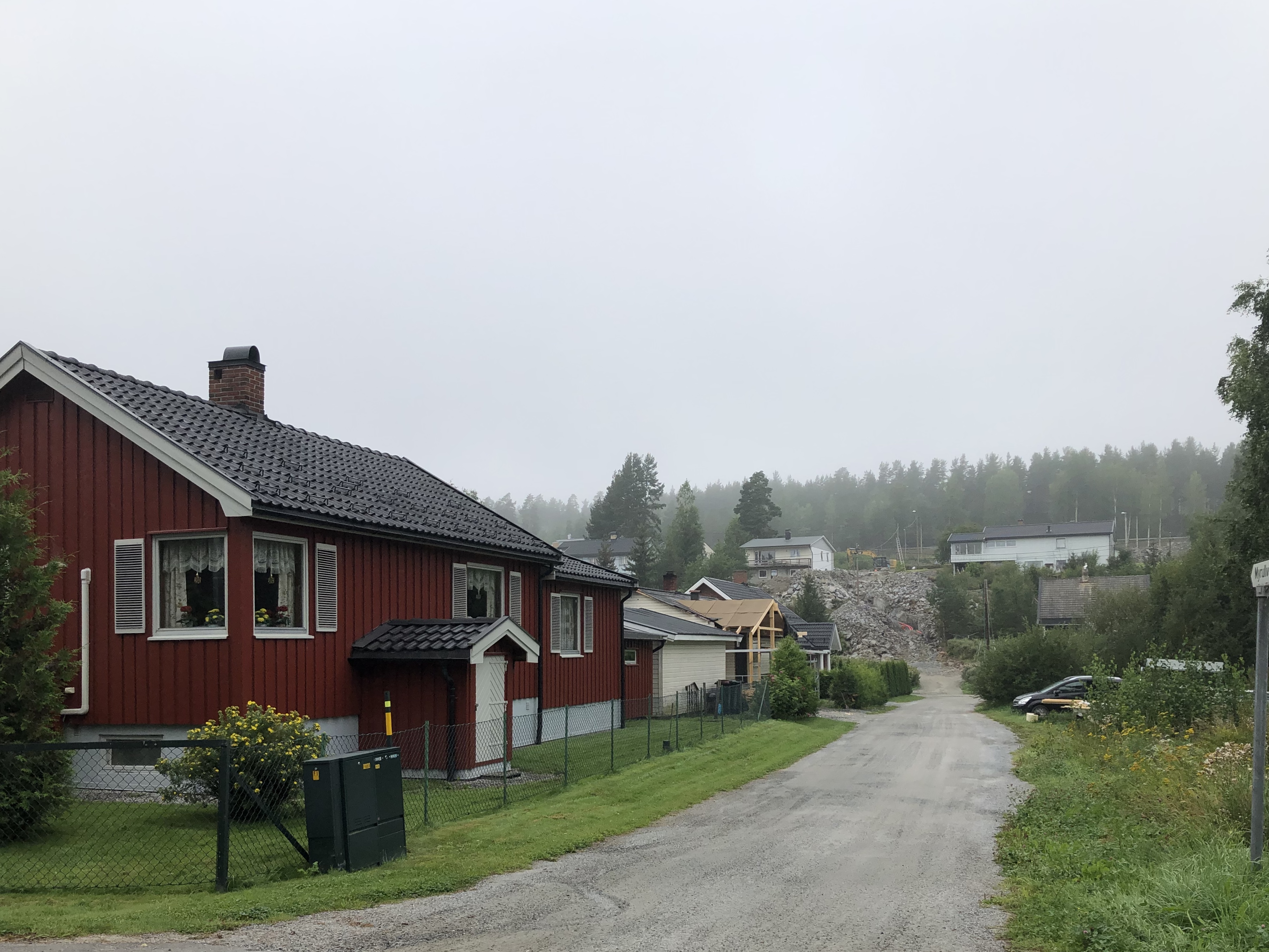
Bebyggelse i Geithus.